# Agnieszka Płoszaj
Agnieszka Płoszaj (ur. 9 sierpnia 1981) – polska pisarka, autorka powieści kryminalno–obyczajowych.

## Życiorys
Płoszaj pochodzi z Łodzi. Zawodowo zajmuje się prowadzeniem salonu urody i kreowania wizerunku oraz instruktorka fryzjerstwa. Ponadto prowadzi warsztaty literackie dla dzieci, propaguje czytanie w szkołach, przedszkolach i bibliotekach, uczestniczy w akcji „Cała Polska czyta dzieciom”. Działa w fundacji „Lorem”, zajmującej się wsparciem dzieci w spektrum autyzmu. Jest autorką kryminałów, sensacji, thrillerów oraz powieści dla dzieci. Zadebiutowała w 2017 roku powieścią „Czarodziejka”. Następnie opublikowała kryminały związane z Łodzią, pt. „Ogrodnik” i „Bigamista”, jest także autorką powieści: „Bez wyboru”, „Czarci Młyn”, „Silna” i „Pałac pod Ptasimi Głowami”.
W 2019 uznana przez „Dziennik Zachodni”, za jedną z 15 najlepszych polskich autorek kryminałów. Nominowana do nagrody „Człowieka Łodzi” (2018). Wyróżniona medalem 600-lecia Łodzi (2023).

### Życie prywatne
Ma dwie córki – Nataszę i Polę.

## Książki
- Płoszaj A., Czarodziejka, Wydawnictwo WAB – Grupa Wydawnicza Foksal, 2017,ISBN 978-83-280-3619-2
- Płoszaj A., Pałac pod Ptasimi Głowami, Wydawnictwo Zielona Sowa Sp z oo, 2020, ISBN 978-83-8154-637-9
- Płoszaj A., Bigamista, Wydawnictwo Novae Res, 2020, ISBN 978-83-8147-771-0
- Cieplak A. i inni, Silna, Zielona Sowa, 2021, ISBN 978-83-8154-713-0
- Płoszaj A., Czarci młyn, Zielona Sowa, 2021, ISBN 978-83-8154-936-3
- Płoszaj A., Bez wybaczenia, Wydawnictwo Znak, 2023, ISBN 978-83-240-6636-0
- Płoszaj A., Bez wyboru, Znak, 16 lutego 2023, ISBN 978-83-240-6696-4
- Płoszaj A., Nie zabijaj, Znak, 11 października 2023, ISBN 978-83-240-6704-6